# Delfina (Łódź)
Delfina (prononciation [dɛlˈfina]) est un village de la gmina de Siemkowice, du powiat de Pajęczno, dans la voïvodie de Łódź, situé dans le centre de la Pologne.
Il se situe à environ 6 kilomètres au nord de Siemkowice (siège de la gmina), 13 kilomètres au nord-ouest de Pajęczno (siège du powiat) et 71 kilomètres au sud-ouest de Łódź (capitale de la voïvodie).
Sa population s'élevait approximativement à 158 habitants en 2011.

## Administration
De 1975 à 1998, le village était attaché administrativement à l'ancienne voïvodie de Sieradz.

Depuis 1999, il fait partie de la nouvelle voïvodie de Łódź.